# Mathew Kisorio
Matthew Kipkoech Kisorio (16 maggio 1989) è un maratoneta e mezzofondista keniota.

## Biografia
Suo padre Some Muge è stato il primo atleta keniota di sempre a vincere una medaglia ai Mondiali di corsa campestre (nel 1983). Anche suo fratello minore Peter Kimeli Some è un atleta professionista, specializzato nella maratona (ha anche partecipato ad un Mondiale in questa disciplina ed ottenuto vari piazzamenti di rilievo in maratone internazionali, tra cui spicca la vittoria della Maratona di Parigi nel 2013).

## Palmarès
| Anno | Manifestazione    | Sede         | Evento         | Risultato | Prestazione | Note                          |
| ---- | ----------------- | ------------ | -------------- | --------- | ----------- | ----------------------------- |
| 2007 | Mondiali di cross | Mombasa      | Corsa U20      | Bronzo    | 24'23"      |                               |
| 2007 | Mondiali di cross | Mombasa      | A squadre      | Oro       | 14 p.       |                               |
| 2007 | Africani juniores | Ouagadougou  | 5000 m piani   | Oro       | 14'13"25    |                               |
| 2007 | Africani juniores | Ouagadougou  | 10000 m piani  | Oro       | 29'34"96    |                               |
| 2008 | Mondiali di cross | Edimburgo    | Corsa U20      | 6º        | 22'51"      |                               |
| 2008 | Mondiali di cross | Edimburgo    | A squadre      | Oro       | 21 p.       |                               |
| 2008 | Mondiali juniores | Bydgoszcz    | 5000 m piani   | Argento   | 13'11"57    | Miglior prestazione personale |
| 2009 | Mondiali di cross | Amman        | Corsa seniores | 6º        | 35"08"      |                               |
| 2009 | Mondiali di cross | Amman        | A squadre      | Oro       | 28 p.       |                               |
| 2010 | Africani          | Nairobi      | 10000 m piani  | 4º        | 27'56"71    |                               |
| 2011 | Mondiali di cross | Punta Umbría | Corsa seniores | 4º        | 33'55"      |                               |
| 2011 | Mondiali di cross | Punta Umbría | A squadre      | Oro       | 10 p.       |                               |

## Campionati nazionali
2008
- Oro ai campionati kenioti juniores, 5000 m piani - 13'38"6

2009
- 5º ai campionati kenioti, 10000 m piani - 27'58"97

2010
- Bronzo ai campionati kenioti, 10000 m piani - 27'56"71

2011
- Argento ai campionati kenioti di corsa campestre

2017
- Bronzo ai campionati kenioti, 10000 m piani - 27'57"5

## Altre competizioni internazionali[1]
2009
- 7º al Golden Gala ( Roma), 5000 m piani - 13'02"40

2010
- 8º ai Bislett Games ( Oslo), 5000 m piani - 12'57"83
- 6º al Golden Gala ( Roma), 5000 m piani - 13'02"72
- 6º al British Grand Prix ( Gateshead), 5000 m piani - 13'04"79
- 6º al Prefontaine Classic ( Eugene), 5000 m piani - 13'07"26
- 12º al Bauhaus-Galan ( Stoccolma), 5000 m piani - 13'14"72
- 8º alla Mezza maratona di Lisbona ( Lisbona) - 1h01'10"
- Argento al Cross Internacional de Soria ( Soria)

2011
- 7º al Prefontaine Classic ( Eugene), 10000 m piani - 26'54"25
- 7º alla Maratona di New York ( New York) - 2h10'58"
- Oro alla Stramilano ( Milano) - 1h00'03"
- Bronzo alla Corrida Internacional de São Silvestre ( San Paolo), 15 km - 44'12"
- Bronzo al Giro podistico internazionale di Castelbuono ( Castelbuono) - 30'14"

2012
- 10º alla Maratona di Boston ( Boston) - 2h18'15"

2014
- Bronzo alla Mezza maratona di Valencia ( Valencia) - 59'50"

2015
- Argento alla Maratona di Valencia ( Valencia) - 2h06'33"
- Argento alla Mezza maratona di Valencia ( Valencia) - 59'52"
- 10º alla Mezza maratona di Yangzhou ( Yangzhou) - 1h00'58"

2016
- 9º alla Maratona di Valencia ( Valencia) - 2h13'27"
- 14º alla Mezza maratona di Copenaghen ( Copenaghen) - 1h01'41"

2017
- 13º alla Maratona di Valencia ( Valencia) - 2h11'20"
- Oro alla Maratona di Taegu ( Taegu) - 2h07'32"
- 8º alla Mezza maratona di Valencia ( Valencia) - 1h01'15"

2018
- Argento alla Maratona di Parigi ( Parigi) - 2h06'56"
- Bronzo alla Maratona di Valencia ( Valencia) - 2h04'53"

2019
- Oro alla Maratona di Pechino ( Pechino) - 2h07'06"